# Takaaki Tokushige
Takaaki Tokushige (født 18. februar 1975) er en tidligere japansk fodboldspiller.
Han har spillet for flere forskellige klubber i sin karriere, herunder Cerezo Osaka og Tokushima Vortis.